# Joe Montemurro
Joe Montemurro, né le 13 septembre 1969 à Melbourne, est un entraîneur australien de football.

## Biographie
Joe Montemurro naît à Melbourne de parents immigrés italiens. Il grandit à Brunswick, le quartier italien de Melbourne. Il étudie à la St Anthony's Primary School de Fairfield, puis au Parade College.

### Sur le terrain
Il commence le football avec la Brunswick Juventus. Alors qu'on lui propose une bourse au Australian Institute of Sports, le principal centre de formation du pays, il la refuse pour rester à la Brunswick Juventus. Il part ensuite en Europe où il joue en Suisse et en Italie. À 28 ans, il prend sa retraite et retourne en Australie.

### Sur le banc
Joe Montemurro commence par entraîner des équipes de jeunes en Australie. Il s'occupe des moins de 17 ans féminines du centre de développement de l'état de Victoria en 2013. En 2014, il passe la licence pro UEFA, puis est nommé à la tête du Melbourne Victory. Il atteint les demi-finales des play-offs, battu par Canberra.
Il rejoint alors le rival, Melbourne City, tout juste créé. Grâce à la puissance économique de son propriétaire, le City Football Group, le club recrute les internationales Lisa De Vanna, Steph Catley, Jess Fishlock ou encore Kim Little, et termine la saison champion sans perdre un match. Avec les skyblues, il remporte deux fois le championnat australien.

#### À Arsenal
En novembre 2017, alors qu'Arsenal, le club le plus titré d'Angleterre, est en difficulté, Montemurro arrive à la tête de l'équipe. Dès cette saison-là, Arsenal décroche la coupe de la ligue, son premier titre depuis 2012, et atteint la finale de la coupe d'Angleterre. En 2019, il décroche le titre en championnat avec Arsenal, sept ans après le précédent sacre du club londonien. Il échoue cependant en finale de coupe de la ligue. La saison suivante cependant, Arsenal termine troisième et manque la qualification pour la Ligue des champions. Qualifiées pour le Final 8 de la Ligue des champions 2019-2020, les Gunners butent en quarts de finale sur le PSG (1-2).
À Arsenal, il repositionne Katie McCabe et Lisa Evans, les faisant reculer d'ailières à latérales. Il décale également Beth Mead sur l'aile droite de l'attaque. Il prône un jeu offensif basé sur la possession, accordant beaucoup de liberté de mouvement aux joueuses sur le terrain.

#### À la Juventus
À l'été 2021, après avoir terminé le championnat à une troisième place décevante, Joe Montemurro quitte son poste à Arsenal et envisage de prendre une pause dans sa carrière. On lui offre alors le poste d'entraîneur de la Juventus, le quadruple champion d'Italie en titre. Il accepte de s'engager pour son club de cœur, où il succède à Rita Guarino. Pour sa première saison avec les Bianconere, Montemurro soulève le championnat, la coupe et la supercoupe, réalisant un triplé inédit. Il mène également l'équipe en quarts de finale de Ligue des champions, après avoir éliminé Chelsea et battu Wolfsbourg en phase de poules.
En 2022-2023, la Juve est détrônée par l'AS Rome en championnat, mais conserve son titre en coupe d'Italie. Montemurro prolonge alors son contrat jusqu'en 2026,.

#### À l'Olympique lyonnais puis l'Australie
En juin 2024, il devient le nouvel entraineur de l'Olympique lyonnais en succédant à Sonia Bompastor. Début juin 2025, il quitte l'Olympique lyonnais et devient sélectionneur de l'Australie.